# Седуновская
Седуновская — деревня в Ленском районе Архангельской области. Входит в состав Сойгинского сельского поселения.

## География
Находится в юго-восточной части Архангельской области на расстоянии приблизительно 97 км на юго-запад по прямой от административного центра района села Яренск на правом берегу Вычегды.

## История
Деревня была отмечена в 1939 году.

## Население
Численность населения не была учтена как в 2002 году, так и в 2010.